# Crocodilosa
Crocodilosa es un género de arañas araneomorfas de la familia Lycosidae. Se encuentra en África oriental y Sur de Asia.

## Lista de especies
Según The World Spider Catalog 12.0:
- Crocodilosa kittenbergeri Caporiacco, 1947
- Crocodilosa leucostigma (Simon, 1885)
- Crocodilosa maindroni (Simon, 1897)
- Crocodilosa ovicula (Thorell, 1895)
- Crocodilosa virulenta (O. Pickard-Cambridge, 1876)